# Secretos de familia
Secretos de familia é uma telenovela mexicana produzida por Elisa Salinas e Pedro Lira e exibida pela Azteca entre 13 de maio e 4 de outubro de 2013. 
Foi protagonizada por Ofelia Medina, Anette Michel e Sergio Basañez e antagonizada por Patricia Bernal, Ángela Fuste e Ariel López Padilla.

## Sinopse
Nora Ventura, matriarca da família Ventura, aguarda o retorno de sua filha, Cecilia, que partiu por dois anos em Monterrey. Mas Cecilia volta para casa com um coração partido, porque seu namorado, Juan Pablo, foi infiel; no entanto, ele decide manter o segredo.
Quando Cecilia chega à sua casa, ela é recebida por todos com grande alegria, mas logo se torna evidente que Eduardo, pai de Cecilia e marido de Nora, está frio com sua esposa; Isso é porque ele foi infiel há anos. Por outro lado, Sandra, Daniel e Andrés, irmãos de Cecilia, começam a suspeitar que seu tio Raúl está desviando.
Posteriormente, Cecilia encontra um jovem chamado Maximiliano Miranda em um parque, de quem ele se apaixona loucamente e com quem ele também coincide em seu trabalho. No entanto, a alegria e harmonia dos Venturas serão truncados com a morte súbita de Eduardo em uma reunião familiar.
A partir desse momento, os quatro irmãos estarão imersos em situações e circunstâncias que eles não imaginaram, porque agora eles terão que trabalhar juntos para salvar a empresa, ficar unidos e apoiar Nora, que terá que apoiar a presença da amante de seu falecido marido.

## Elenco
- Ofelia Medina - Nora Morientes Vda. de Ventura
- Anette Michel - Cecilia Ventura Morientes
- Sergio Basañez - Maximiliano Miranda
- Patricia Bernal - Karina Álvarez
- Alberto Casanova - Daniel Ventura Morientes
- Héctor Arredondo - Leonardo Ventura Morientes
- Fran Meric - Sandra Ventura Morientes
- Luis Ernesto Franco - Andrés Ventura Morientes
- Bárbara de Regil - Sofía Álvarez
- Luis Miguel Lombana - Raúl Morientes
- Ángela Fuste - Patricia Mendoza de Miranda
- Martín Altomaro - Roberto
- Francisco Angelini - Tomás
- Nubia Martí - Evangelina Vda. de Mendoza
- Ariana Ron Pedrique - Mónica de Ventura
- Concepción Gómez - Nieves
- Hugo Stiglitz - Eduardo Ventura
- Gala Montes - Julieta Miranda Mendoza
- Ivana - María Ventura
- Marlon Virdat - Luis Ventura
- Adrián Herrera - Santiago Miranda
- Fernando Becerril - Rogelio
- Héctor Bonilla - Manuel
- Christian Wolf - Beny
- Claudio Lafarga - Bruno
- Rodrigo Cachero - Sebastián Cruz
- Vanessa Claudio - Yuri
- Ramiro Delelis - Sergio Heredia / Sergio Ventura
- Natalia Farías - Diana
- Dino García - Diego
- Adianez Hernández - Alejandra "Alex" Leyva
- Guillermo Larrea - Enrique
- Ariel López Padilla - Vicente Quiroz / Fabrizio
- Juan Pablo Medina - Juan Pablo
- Gina Moret - Emiliana
- Héctor Parra - Héctor
- Guillermo Quintanilla - David
- Gloria Stalina - Marisol
- Mauricio Valle - Chofer de Eduardo
- Keyla Wood - Consuelo
- Paloma Woolrich - Elba Morientes
- Claudia Mollinedo - Coco
- Edu Del Prado - Mauro Bonilla
- Gregory Kauffman - Phillip
- Claudia Marín - Mãe de Tomás